# Самодивски кръг
Самодивски кръг е естествено възникващ в природата кръг от гъби. Кръговете могат да достигнат до 10 m в диаметър, а с течение на времето се стабилизират, докато гъбите нарастват и започват да търсят храна под земята. Срещат се главно в гористи местности, но също и на поляни и ливади. Самодивските кръгове могат да се идентифицират по плодните тела на гъбите, разположени в кръг, или по мъртвата или тъмнозелената трева, образуваща кръг. В кръга и около него се намира гъбен мицел.
Самодивските кръгове са обект на много фолклорни митове по света, особено в Западна Европа. И докато често се смятат за опасни места, понякога биват свързвани и с добър късмет.

## Образуване
Мицелът на гъба, растяща в земята, абсорбира хранителни вещества чрез отделянето на ензими от връхчетата на хифите. Така големите молекули в почвата се разграждат до по-малки такива, които се абсорбират от хифите. Мицелът се премества навън от централната част, а когато хранителните вещества в центъра свършат, той отмира, при което се създава кръг от гъби – самодивски кръг.
Съществуват две теории относно процеса, отключващ създаването на самодивските кръгове. Според едната, кръгът започва от спора от плодовото тяло на гъба (спорокарп). Подземното присъствие на гъбата също може да доведе до изсъхване или промяна на цвета или растежа на тревата отгоре. Втората теория гласи, че кръговете могат да се образуват чрез свързването на съседни овални ганети на гъбите.

## Некротични зони и зони на бърз растеж
Едно от проявленията на самодивския кръг е образуването на некротична зона, в която тревата и останалата растителност е изсъхнала или умряла. Тя се причинява от мицела, който през периоди на сухо време покрива корените на тревите. След известно време те са премахват от биотични фактори от земята, при което зоната на повърхността става видима. Възможни са и други форми освен кръгове, като например дъги. Гъбите могат да изчерпят хранителните вещества в почвата, като например азота, което води до обезцветяване на растенията около тях. От друга страна, някои гъби отделят химикали, действащи като фитохормони, наричани гиберелини, които въздействат на растежа на растенията, водейки до бърз растеж.

## Участващи видове
Около 60 вида гъби могат да образуват самодивски кръгове. Едни от най-известните сред тях са обикновената челядинка и обикновената орешарка. Един от най-големите кръгове е намерен близо до Белфор, Франция. Той е образуван от гъбата Infundibulicybe geotropa и има диаметър около 600 метра. Възрастта му е оценена на около 700 години. В Саут Даунс в южната част на Англия, също са открити огромни самодивски кръгове от гъбата Calocybe gambosa, чиято възраст е оценена на няколкостотин години.

## В културата
Самодивските кръгове са обгърнати от множество фолклорни митове. Наименованията им в европейските езици често намекват за свръхестествен произход. В английския са известни като fairy ring или elf rings („фейски кръгове“ или „елфски кръгове“), във френския като ronds de sorcières („кръгове на магьосници“), в немския като Hexenringe („кръгове на вещици“), а в руския като ведьмины круги (също „кръгове на вещици“). Поверия за тях съществуват дори във Филипините. В българската народна митология, самодивските кръгове понякога са описвани като мястото, където се намира софрата на самодиви.
Голяма част от фолклорните поверия свързват самодивските кръгове с нещо опасно. Унищожаването им или дори събирането на растителност или роса от самодивския кръг се счита за носещо лош късмет. Според поверията, те порастват отново.